# Тарасівка (Підвисоцький старостинський округ)
Тара́сівка — село в Україні, в Оратівській селищній громаді Вінницького району Вінницької області. Розташоване за 22 км на південний схід від смт Оратів та за 2 км від зупинного пункту Підвисоке. Населення становить 13 осіб (станом на 1 січня 2018 р.).

## Історія
12 червня 2020 року, відповідно розпорядження Кабінету Міністрів України № 707-р «Про визначення адміністративних центрів та затвердження територій територіальних громад Вінницької області», село увійшло до складу Оратівської селищної громади.
19 липня 2020 року, в результаті адміністративно-територіальної реформи та ліквідації Оратівського району, село увійшло до складу Вінницького району.

## Галерея

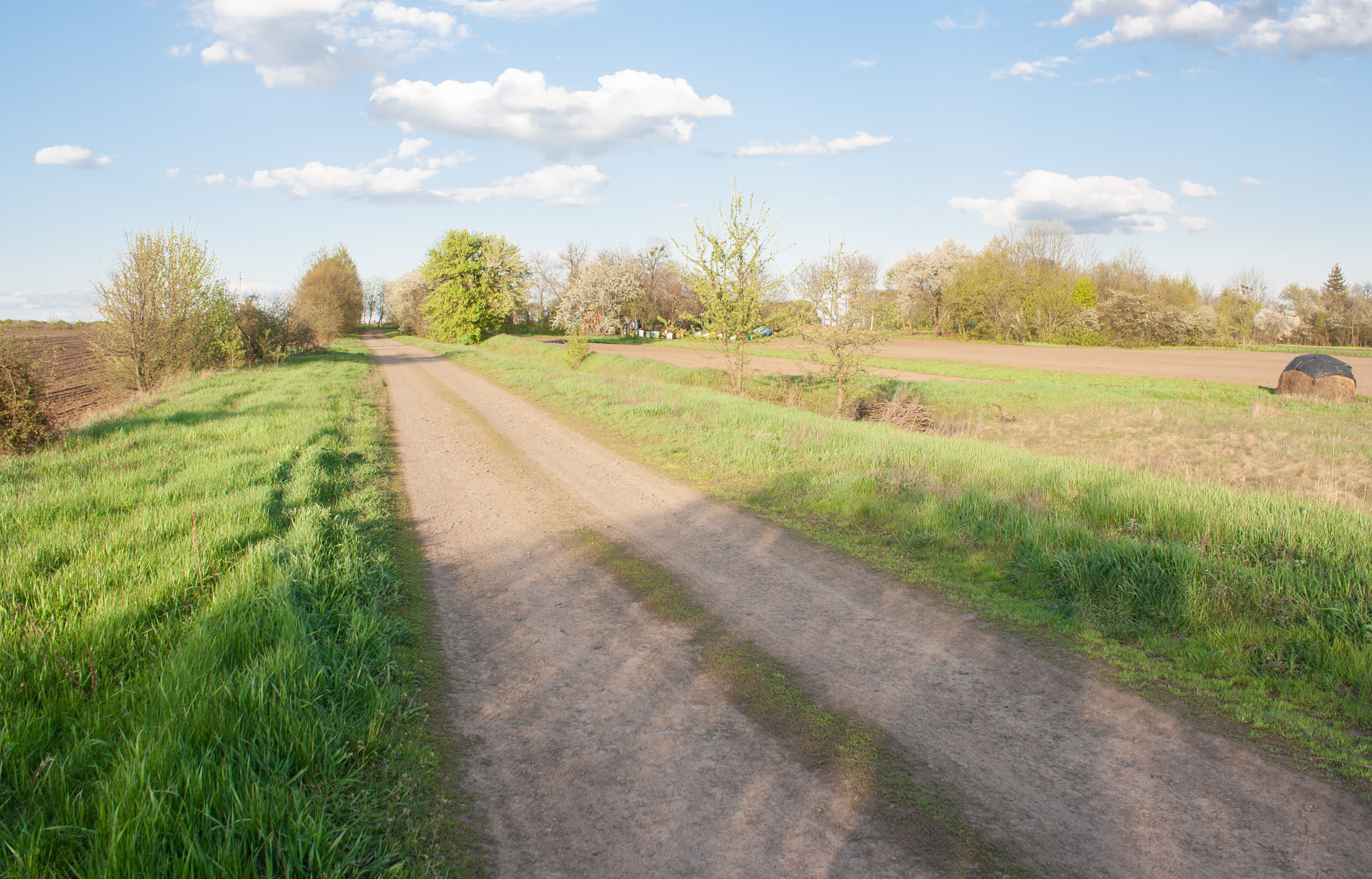
В'їзд у село
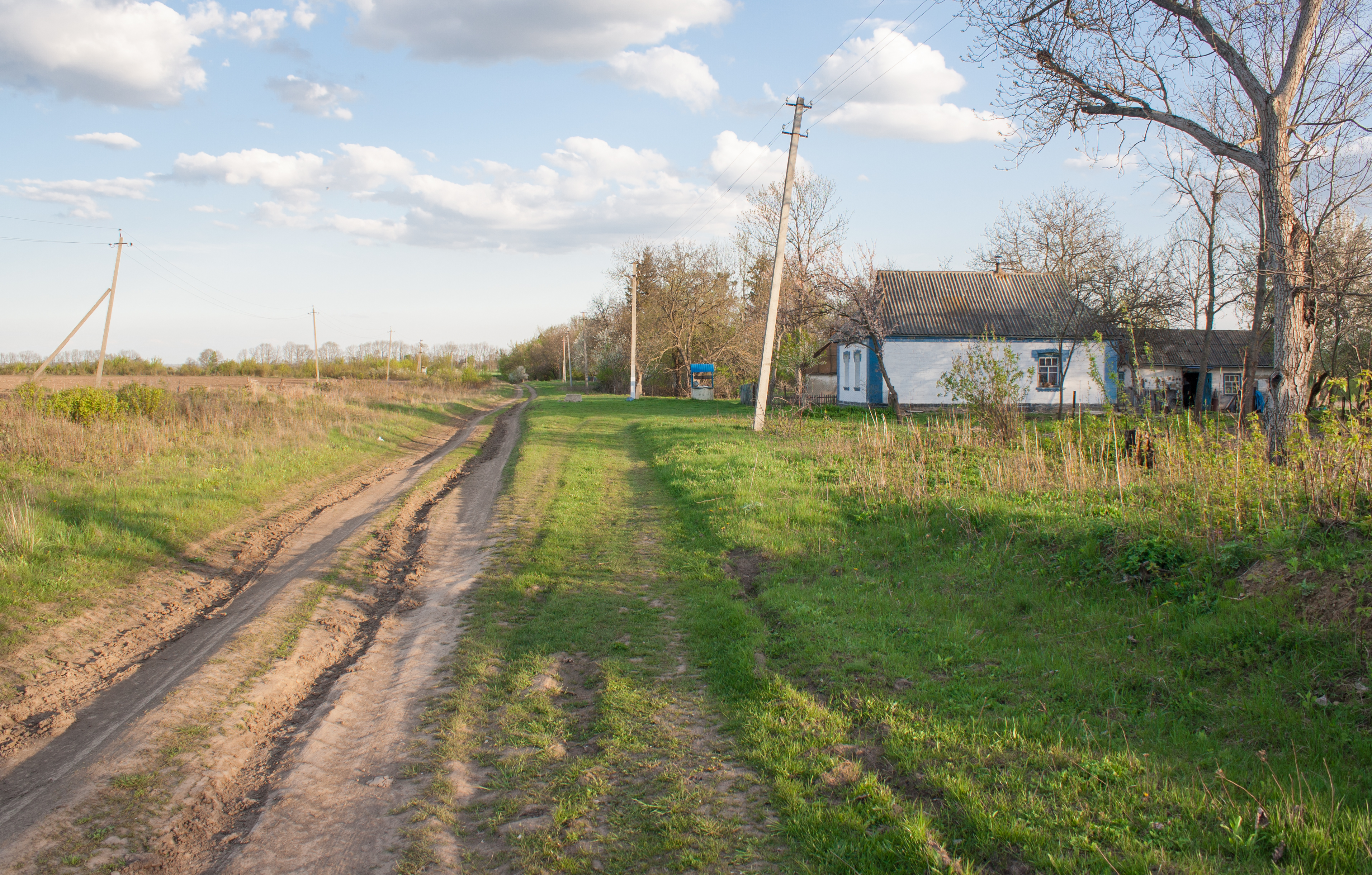
Головна вулиця
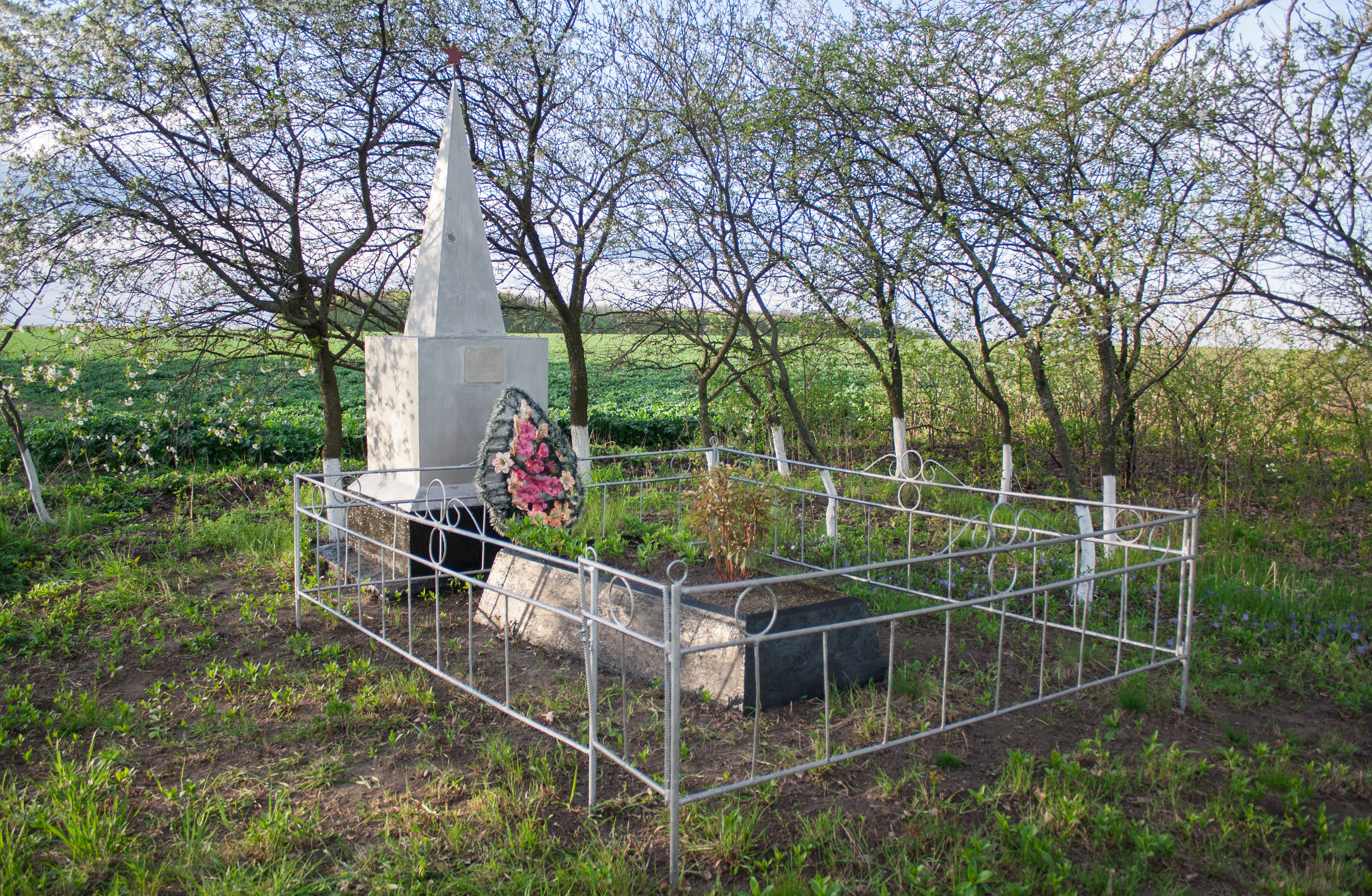
Братська могила радянських воїнів